# 1989 au Liban
Chronologie du Liban
- 1985
- 1986
- 1987
- 1988
- 1989
- 1990
- 1991
- 1992
- 1993

Cet article présente les faits marquants de l'année 1989 au Liban ou concernant ce pays.

## Évènements
- 1er janvier : reprise des affrontements interchiites dans la banlieue Sud de Beyrouth. Les combats se propagent dans le sud du pays, aussi loin que dans la zone de Iqlim al-Tuffah[1].
- 30 janvier : Damas et Téhéran imposent à Amal et au Hezbollah un accord de cessez-le-feu[1].
- 11 et 14 février : les Forces libanaises attaquent l’armée libanaise à Jdeideh et à Monteverde dans la banlieue de Beyrouth. le général Michel Aoun acquiert une popularité croissante qui dépasse les clivages confessionnels. Il veut restaurer l’autorité de l’État libanais. Il affronte les Forces libanaises (15 février), puis ferme les ports clandestins du secteur chrétien (décret du 24 février, applicable le 6 mars)[2]. Puis il décide de s’en prendre aux ports sous contrôle druze. Les milices druzes résistent, soutenues par la Syrie.
- 14 mars : le général Michel Aoun, premier ministre depuis le 22 septembre 1988 déclare la « guerre de libération » contre l’occupant syrien[3]. Les affrontements dans Beyrouth font des pertes civiles considérables. La guerre dure plusieurs mois et Aoun cherche une intervention internationale.
- 28 juillet : un commando israélien enlève au Sud-Liban, le cheikh Abdel Karim Obeid, considéré comme le chef spirituel et militaire du Hezbollah au sud de Tyr et connaissant la plupart des secrets des opérations de prises d’otages occidentaux depuis 1982[4].

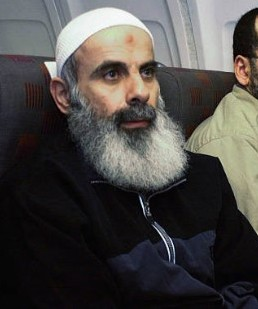
Abdel Karim Obeid

- 31 juillet : le Hezbollah diffuse un film-vidéo de la pendaison du colonel américain Higgins (en)[4], commandant en chef de l’ONUST enlevé le 17 février 1988 dernier, d’après des sources américaines le colonel aurait été torturé puis exécuté dès le mois de décembre 1988.
- 17 septembre : un comité tripartite arabe (Maroc, Algérie, Arabie saoudite) propose un plan de paix, accepté par la Syrie, comprenant un cessez-le-feu général, la levée des blocus et la réunion des députés libanais hors du pays[5].
- 30 septembre : réunion des députés libanais à Taëf pour discuter du plan de paix proposé par la Ligue arabe[1].
- 22 octobre : les députés libanais votent les accords de Taëf. Ils soulignent l’indépendance du Liban et rappellent l’appartenance du pays à la LEA (Ligue des États arabes), aux Nations unies et au Mouvement des non-alignés. Le nombre des députés est porté à 108 avec parité entre musulmans et chrétiens. Les pouvoirs du président de la république sont réduits au profit de ceux du président du Conseil[3]. La restauration de l’unité nationale passe par l’élection d’un nouveau chef de l’État, la dissolution des milices, la mise sur pied d’un cabinet d’union nationale et l’adoption de réformes. Les forces syriennes sont autorisées à rester deux ans au Liban pour aider à la reconstruction et à l’autorité de l’État. Les milices, les communautés musulmanes non sunnites et Michel Aoun s’opposent à l’accord.
- 4 novembre : Michel Aoun prononce la dissolution du Parlement, décision estimée illégale par le Premier ministre Sélim Hoss[6].
- 5 novembre : en dépit des pressions aounistes sur les députés chrétiens, René Moawad est élu président de la République et désigne Sélim Hoss comme Premier ministre[3].
- 22 novembre : René Moawad est assassiné[1].
- 24 novembre : Elias Hraoui est élu président de la République[1]. Aoun maintient son contrôle sur la partie chrétienne de Beyrouth. Les ambassades étrangères décident de reconnaître Hraoui et délaissent Aoun. Les FL acceptent de se rallier à l’accord de Taëf.